# 手賀の杜
手賀の杜（てがのもり）は、千葉県柏市の町丁。現行行政地名は手賀の杜一丁目から手賀の杜五丁目。郵便番号は270-1447。

## 地理
北は箕輪、東は岩井、南は若白毛、南西は鷲野谷、西は岩井、北西は五條谷、岩井に隣接している。

### 地価
住宅地の地価は、2017年（平成29年）1月1日の公示地価によれば、手賀の杜1丁目17番11の地点で6万2000円/m2となっている。

## 世帯数と人口
2017年（平成29年）10月31日現在の世帯数と人口は以下の通りである。
| 丁目           | 世帯数    | 人口    |
| -------------- | --------- | ------- |
| 手賀の杜一丁目 | 259世帯   | 804人   |
| 手賀の杜二丁目 | 349世帯   | 1,084人 |
| 手賀の杜三丁目 | 338世帯   | 1,028人 |
| 手賀の杜四丁目 | 276世帯   | 757人   |
| 手賀の杜五丁目 | 277世帯   | 802人   |
| 計             | 1,499世帯 | 4,475人 |

## 小・中学校の学区
市立小・中学校に通う場合、学区は以下の通りとなる。
| 丁目           | 番地 | 小学校               | 中学校               |
| -------------- | ---- | -------------------- | -------------------- |
| 手賀の杜一丁目 | 全域 | 柏市立風早北部小学校 | 柏市立大津ケ丘中学校 |
| 手賀の杜二丁目 | 全域 | 柏市立風早北部小学校 | 柏市立大津ケ丘中学校 |
| 手賀の杜三丁目 | 全域 | 柏市立風早北部小学校 | 柏市立大津ケ丘中学校 |
| 手賀の杜四丁目 | 全域 | 柏市立風早北部小学校 | 柏市立大津ケ丘中学校 |
| 手賀の杜五丁目 | 全域 | 柏市立風早北部小学校 | 柏市立大津ケ丘中学校 |

## 施設

### 一丁目
- 手賀の杜みはらしの広場
- 手賀の杜ひだまりの公園

### 二丁目
- 手賀の杜プラザ
- 手賀の杜スポーツ広場

### 三丁目
- 中央公園
- 手賀の杜スクエア